# Memecylon macrophyllum
Memecylon macrophyllum är en tvåhjärtbladig växtart som beskrevs av George Henry Kendrick Thwaites. Memecylon macrophyllum ingår i släktet Memecylon och familjen Melastomataceae. IUCN kategoriserar arten globalt som starkt hotad. Inga underarter finns listade i Catalogue of Life.